# Elda Miriam Aldasoro Maya
Elda Miriam Aldasoro Maya es una bióloga, antropóloga y divulgadora mexicana, pionera en el estudio de la etnoentomología en México y de la investigación interdisciplinaria que utiliza enfoques teóricos de la biología y la antropología para estudiar la etnobiología desde un contexto político, económico, social y cultural. Su trabajo ha contribuido a la documentación de los saberes indígenas, al impulso de actividades en torno al desarrollo comunitario, la implementación y diseño de metodologías participativas, así como a actividades de educación biocultural.
Ha sido docente en la Universidad Nacional Autónoma de México (UNAM), Universidad de Washington, Universidad del Valle de México y en la Universidad Intercultural del Estado de México. Además ha sido colaboradora de la RED CONACYT de Etnoecología y Patrimonio Cultural, y consultora en el ámbito de las microfinanzas para el trabajo con pueblos indígenas.
Actualmente es cátedra CONACYT en El colegio de la Frontera Sur (ECOSUR) sede Villahermosa. Y es miembro del sistema nacional de investigadores del CONACYT México.

## Trayectoria
Obtuvo el grado de licenciada en biología por la Facultad de Estudios Superiores Iztacala de la Universidad Nacional Autónoma de México realizando una de las primeras investigaciones en etnoentomología Hñä hñu (otomí) en el Valle del Mezquital  en México. Después estudio una maestría en el Programa de Antropología Ambiental de la Universidad de Washington, Seattle (EUA) donde también obtuvo su grado de Doctora en Antropología ambiental con el trabajo de tesis “Documentando y Contextualizando los conocimientos Pjiekakhoo (Tlahuicas) a través de un proyecto de investigación participativo” en la que ofrece modelos novedosos para el estudio de la etnobiología
Durante 2012-2014 trabajo como consultora en el ámbito de las Microfinanzas para el trabajo con Pueblos indígenas para la compañía de desarrollo y comercio internacional DAI.
En 2014 obtuvo la cátedra CONACYT para trabajar en el proyecto  “Masificación de la Agroecología” en el departamento de Agricultura, Sociedad y Ambiente del Colegio de la Frontera Sur (ECOSUR) sede Villahermosa; donde labora actualmente .
En 2015 fue coordinadora de la declaratoria del encuentro etnobiológico latinoamericano de mujeres (EELAM) que buscaba reconocer, visibilizar y proteger la contribución de la mujer latinoamericana al conocimiento del uso de los recursos biológicos.